# Balfour (Mpumalanga)
Balfour ist eine Stadt in der südafrikanischen Provinz Mpumalanga. Sie ist Sitz der Gemeinde Dipaleseng im Distrikt Gert Sibande.

## Geographie
2011 hatte Balfour 3201 Einwohner. Östlich von Balfour liegt das Township Siyathemba mit 22.768 Einwohnern.

## Geschichte
Balfour wurde 1897 auf dem Gelände der Farmen Vlakfontein 101 und 108 errichtet. Anfangs hieß der Ort nach dem Farmbesitzer Mc Hattiesburg. 1905 wurde er nach dem britischen Premierminister Arthur Balfour, der damals in dem Ort eine Rede hielt, benannt.

## Wirtschaft und Verkehr
Um Balfour wird vor allem Mais angebaut. Nahe der Stadt gibt es Steinkohlebergwerke.
Der Bahnhof Balfour North ist Trennungsbahnhof der Bahnstrecken Johannesburg–Durban und Balfour North–Bethlehem. Balfour liegt am Kreuzungspunkt zweier Fernstraßen: Die R23 verbindet Heidelberg im Westen mit Standerton im Osten, während die R51 von Nigel im Norden nach Villiers im Südwesten verläuft. Das Rietbult Airfield liegt nördlich von Siyathemba.

## Sonstiges
- Ein weiterer südafrikanischer Ort namens Balfour liegt in der Provinz Ostkap.